# Peter Freitag (Künstler)
Peter Freitag (* 1972 in Ochsenfurt) ist ein zeitgenössischer deutscher Künstler, er lebt und arbeitet in Berlin.

## Leben
Peter Freitag studierte von 1994 bis 2000 an der Berliner Universität der Künste (UdK) bei Karl-Heinz Herrfurth, 1998 an der University of Illinois, Chicago/School of Art and Design (UIC). 1997 bis 2000 erhielt er das Förderstipendium des Cusanuswerks.
Seitdem wurden Freitags Arbeiten in zahlreichen Ausstellungen vor allem in Europa (u. a. Vilnius, Wien, Berlin, Hamburg, Kassel) und Nordamerika (u. a. New York, Los Angeles, Toronto, Vancouver) gezeigt.

## Werk
Freitag ist ein Vertreter der fotobasierten Kunst. Seit 1999 ist das Ausgangsmaterial seiner Arbeiten vorgefundenes fotografisches Bildmaterial aus dem Bereich der Print- und digitalen Medien.
Er beschäftigt sich mit der Bildsprache unserer Zeit und versucht den Wirklichkeiten dahinter auf die Spur zu kommen. Bei seiner konzeptionellen Auseinandersetzung geht es ihm nicht um eine vordergründige Kritik, sondern um den dekonstruktivistischen Dialog mit einer vorhandenen Bildersprache.
Seine Bildwelten generiert Peter Freitag vornehmlich aus Werbeplakaten, Modemagazinen, Kunstkatalogen und dem Internet. Die vorgefundenen Bildinformationen werden auf wesentliche Elemente und Figurenkonstellationen reduziert. Hierbei sind Collage bzw. Décollage seine bevorzugten Techniken. Ausgeschnittene oder ausgedruckte Fotografien oder Bildteile, meist Werbung, werden zum Teil manuell bearbeitet und neu arrangiert, fotografiert oder nach dem Einscannen im Computer digital bearbeitet. Aus dem „Found-Footage“-Material entstehen so Bildinhaltsanalysen, die sich vor allem mit dem immanenten Versprechen der Fotografie und Werbung auseinandersetzen.
Frühere Serien – Kommunikationsbeispiele, Ebays, Private Stages, Scenes For Life – ließen sich noch unter dem Begriff der inszenierten Fotografie zusammenfassen, jedoch nicht im Sinne von arrangierten Figurengruppen oder Stillleben, sondern im collageähnlichen Zusammenfügen von vorgefundenen Bildmaterialien. Seit ca. 2008 arbeitet er vor allem mit direkten Interventionen in Papier als Träger des vorgefundenen Bildmaterials. Hierbei verschwinden die ursprünglichen Informationsträger teilweise vollständig und die entstandenen Leerstellen werden zum Hauptbildinhalt.
In den letzten Jahren ist er neben seinen Collagen, Papierschnitten und Papierinterventionen vor allem mit den Serien – Examples for Communication, Private Stages – und seinen Selbstporträts nach alten Meistern in der Öffentlichkeit in Erscheinung getreten.
Von 2012 bis 2014 betrieb er zusammen mit den Künstlerinnen Anna Lehmann-Brauns, Sabine Dehnel und Viola Kamp die Produzentengalerie LSD Galerie Berlin.

## Ausstellungen (Auswahl)
(E = Einzel-, G = Gruppenausstellung)
2018: Anatomy of a Fairy Tale, Pörnbach Contemporary, Pörnbach (G)

2017: Blind Spot, Galerie Hafemann, Wiesbaden (E)

2017. Neither Nor, Terra-Arte Gallery, Aylesbury (UK)

2016: Peter Freitag, Kunst & Co – Kunstverein Flensburg (E)

2016: Sandy Candy, Galerie mon|arc, Hamburg (E)

2015: Neu-Gold, Dortmunder U, Dortmund (G)

2015: Kosmos Seven, Pörnbach Contemporary, Pörnbach (G)

2015: Paper Icons – The Dark Matter, Haus am Lützowplatz - Studiogalerie, Berlin (G)

2014: Read Between the Lies, Galerie mon|arc, Hamburg (E)

2013: Beauty Free, LSD Galerie Berlin, Berlin (E)

2013: Andratx on Paper, CCA Andratx, Mallorca (Spain) (G)

2012: shocked, I had no idea that this world existed! LSD Galerie Berlin, Berlin (E)

2011: Nouveau Art Nouveau, Tape Modern, Berlin (G)

2011: Jenseits von Eden, Stiftung Starke, Berlin (G)

2010: Source/Resource, WILDE Gallery, Berlin (G)

2008: Querköpfe, Galerie Nord/Kunstverein Tiergarten, Berlin (G)

2008: PRIVATE, Galerie Caesar & Koba, Hamburg (E)

2008: Wunderlust Berlin, Paul Kopeikin Gallery, Los Angeles (USA) (G)

2007: I never promised you a rose garden, Krammig & Pepper Contemporary, Berlin (E)

2007: Pierogi Flatfiling, Artnews Projects, Berlin (G)

2007: bizarre love triangle, Fette’s Gallery, Los Angeles (USA) (G)

2006: Factitious, Pierogi Brooklyn/Leipzig, Leipzig (G)

2006: Heyday, Artspeak, Vancouver (Canada) (G)

2005: private stages, Gallery44-Projectroom, Toronto (Canada) (E)

2005: bilderglauben – meeting identities IV, Galerie Nord/Kunstverein Tiergarten, Berlin (G)

2003: examples for communication, Gallery TPW, Toronto (Canada) (E)

2002: Interieur – Der schöne Schein, KMZA, Berlin (G)

2001: Kommunikationsbeispiele, Fotogalerie Wien, Wien (Österreich) - Katalog (G)

2001: changing places, Fridericianum - Kasseler Kunstverein, Kassel - Katalog (G)

2000: examples for communication, clementine gallery, New York (USA) (E)

## Veröffentlichungen
- Peter Freitag | 2014–2018, Berlin 2018, 112 Seiten, Hardcover
- Peter Freitag – paperworks, Berlin 2014, 64 Seiten, Hardcover, mit einem Text von Wayra Schübel
- Peter Freitag – papercuts, Berlin 2011, 36 Seiten
- Peter Freitag, Berlin 2007, Arbeiten aus den Jahren 2000 bis 2007, 64 Seiten, Hardcover, mit Texten von Dr. Stefanie Heckmann
- Freitag’s – Private Stages, Berlin 2008, 32 Seiten, Broschüre, mit einem Text von Marc Peschke
- Peter Freitag – Selbstportraits|Self-portraits, Berlin 2008, 20 Seiten, Broschüre, mit einem Text von Ralf F. Hartmann

- außerdem zahlreiche Beiträge in Gruppenkatalogen zu unterschiedlichen Ausstellungen